# 시크릿 오브 에반게리온
『시크릿 오브 에반게리온』(SECRET OF EVANGELION)은 『신세기 에반게리온』을 원작으로 한 사이버 프론트에 의한 어드벤처 게임. PS2용 게임 소프트로서, 2006년 12월 21일에 통상판과 한정판(아스카 ver./아야나미 ver.)의 총 3버전으로 발매되었다.
2007년 6월 28일에는, PSP용 게임 소프트로서 통상판과 한정판의 2버전(타이틀은 「시크릿 오브 에반게리온 포터블」)과, 윈도우판(Windows 2000/XP/Vista 대응) 이 발매 했다.
2008년 9월 25일에는, PS2 BEST판으로서 「BEST HIT 셀렉션 시크릿 오브 에반게리온」이 발매되었다.
또한 2007년 8월 1일부터 타이토가 i앱, EZ앱, S!앱 대응 휴대전화용 앱을 순차적으로 전달하고 있다.(총3탄)
PSP판 및 Win판 에는 새로운 이벤트 CG나 퀴즈 게임이 추가 탑재되어 있다. 또 통상판 이외에 한정판도 발매되어, PSP판에는 PSP 케이스와 액정 보호 시트가, Win판에는 마우스 패드와 5매 세트의 엽서 특전이 동봉되었다.

## 시스템
챕터마다 정해진 행동력의 범위 내에서 이동처를 선택해, 시나리오를 읽어 진행해 간다. 이동처에는, 시나리오가 다음의 단계로 진행하는 것·시나리오상 어떠한 플래그가 되는 것(선택하면 행동력이 회복한다.) · 특히 시나리오에 관계없는 것의 3종류가 있다. 이들 선택의 조합이나 플래그의 온·오프에 의해 대략적으로, 칠드런을 중심으로 한 루트(원작 준거 시나리오) · 켄자키 쿄야를 중심으로 한 루트(이하: 켄자키 시나리오) · 가가 히토미를 중심으로 한 루트(이하 : 가가 시나리오)로 나누어져 있다.  자신이 어느 루트를 가고 있는지는, 스타트 메뉴의 EXTRA에서 볼 수 있는 차트에서 확인할 수 있다.

## 이야기
본작은 텔레비전 애니메이션 시리즈 제17화부터 제24화까지와 1997년에 공개된 극장판의 이야기를 베이스로 하고 있다.  주인공에는 본 타이틀 오리지널 캐릭터의 켄자키 쿄야와 인류 보완 계획 등의 수수께끼를 맞닥뜨린다.  또, 텔레비전 애니메이션 시리즈에서는 이미 소멸하고 있던 EVA 4호기가 등장하고 있다.  행동에 따라 10종류의 엔딩을 맞이하게 된다.  오리지널 시나리오는 이카리 사령의 인류 보완 계획과 제레의 인류 보완 계획을 저지한다는 것이 요점이지만, 어느 루트에서도 결과가 어떻게 된지 명확하게 그려져 있지 않다.
원작 준수 시나리오
이 시나리오에서는 켄자키의 관점에서 사도와의 싸움과 전략 자위대의 네르프 개입이 그려져있다.
켄자키 시나리오
이 시나리오에서는, 켄자키 개인을 주제로 하고 있어, 스스로에 사도의 유전자가 짜넣어지고 있는 것의 고뇌 등이 그려져 있다.
가가 시나리오
이 시나리오는 E계획의 핵심에 다가서는 내용이 있으며, 켄자키 시나리오에서 조연이었던 카가 히토미가 메인 캐릭터로서 그려져 있다. 또, 이 시나리오에 있어서, 켄자키에 사도의 유전자가 짜넣어지고 있다고 하는 설정은 포함하고 있지 않다.
카가 히토미는 대학 시절의 지인인 켄자키가 ‘NERV 네바다 사막 지부 소멸에 첩보부가 관여했다’는 소문을 진정으로 받아들여 힘들지만, 그 후에는 그의 성실하고 정직한 인품에 매료되어 간다.
원래 그녀는 "이카리 유이의 리포트"를 읽고 형이상 생물학을 배운 경위를 가지고 유이의 리포트에 있던 "방주 계획"을 "에바를 방주로 아이들을 타사 임팩트 후 세계에 살아남다 할 계획”이라고 믿고 있었다. 그러나 어느 날, 켄자키와 함께 인류 보완 계획의 진상을 조사하는 중에, 아버지의 친구로 NERV 들어가는 계기가 된 후유츠키 코조로부터 이카리 유이의 계획이 '아이들을 에바와 융합시켜 인류의 유전자를 확실히 미래에 남겨둔다'는 것을 알고 실망한다.
그리고 제레에 내통하고 있는 엔지니어의 스루가 하지메로부터 '이카리 겐도가 눈에 띄는 인류 보완 계획은, 이카리가 죽은 아내인 유이와 융합하는 것, 과학자로서 용서해도 좋은 것인가'라고 시사되어 에바 4호기를 탈취 NERV 본부를 덮친다는 그들의 계획에 가담해 버린다. 하지만, 켄자키로부터 제레의 인류 보완 계획도 도저히 자신의 이상에 적합하지 않다는 것을 알려져 지나치게 깨닫고, NERV 본부에 침공하는 에바 4호기의 제압에 힘썼다.
그 후, 히토미는 왠지 간단한 청취만으로 조기에 석방되어 자신이 품는 이상을 지키는 것에 '사람으로서 사는 목적'을 발견한 켄자키와 함께 2개의 인류 보완 계획을 저지하기 위해 행동을 개시한다. 제레의 의향을 받은 전략 자위대의 NERV 본부 침공에 의해 모든 것이 파탄하는 것도 히토미는 리츠코를 설득하여 인간으로서의 자신을 되찾게 한 후 이카리 사령의 저지를 맡긴다. 그리고 히토미와 켄자키는 혼수 상태의 아스카를 병실에서 구출하고 에바 2호기에 실어 탈출시킨 후 '진실'을 보이기 위해 그와 함께 발령소로 향한다.
"도중에 내가 쓰러지면 혼자 가라."라고 하는 켄자키의 요구를 거부하고, 히토미는 "앞으로는 계속 당신과 함께다"라고 대답했다.
덧붙여 이 엔딩에서는 '사람이 평등하게 행복을 요구할 권리를 가지는 세계가 있을 것'이라고 말하는 히토미의 독백과 함께, 주방에서 앞치마를 입고 즐겁게 요리를 하고 있는 그녀의 CG가 표시되지만 이것이 사도가 나타나지 않았던 가상의 세계에서 자신을 상상한 것인지, 혹은 써드 임팩트를 저지해 전략 자위대의 공격을 능가해 이상을 이룬 세계에서의 그녀의 모습인지는 불분명하다.
또한 필요한 조건을 충족하지 못하면 켄자키는 아스카 구출로 향하는 도중에 전략 자위대원으로부터 총격되어 사망하기 때문에 히토미는 혼자 아스카를 구출 탈출하게 된다. 이때 치명상을 입고 움직일 수 없게 된 특별한 호의를 품고 있는 남성을 최후까지 간섭하지 않고 그와 자신의 이상을 이루기 위해 해야 할 일을 하기 위해 그 자리에 놓고 헤어지는 행동을 하여, 과학자로서 강한 신념을 가지는 것은 물론, 인간으로서도 여성으로서도 강인한 의지의 소유자임을 나타내었다. 이별 때 켄자키에게 말한 "당신을 만날 수 있어서 좋았다"는 한마디가 죽음을 눈앞에 둔 그에게 유일한 살아있는 증거가 되었다.

## 등장인물
다음은 본작의 오리지널 캐릭터와 원작 등장 캐릭터에 추가된 오리지널 설정에 관하여 다룬다. 원작 등장 캐릭터의 자세한 것은 신세기 에반게리온의 등장 인물 을 참조.

### 게임 오리지널 캐릭터
켄자키 쿄야(剣崎キョウヤ)
본작의 주인공. 29세. 특무기관 NERV 보안 첩보부 첩보 일과 소속.  NERV 제식의 USP를 숄더 홀스터로 왼쪽 겨드랑이 아래에 매달고 있다. 두 번째 임팩트 로 가족을 잃고 절망하고 사는 의미까지도 잃어버렸다. 20대 전반 무렵에 네르프에 들어가, 이카리 겐도우 사령 직속의 파괴 공작원(명목은 첩보원)으로서 맹목적으로 봉사한다. 이카리 사령의 충실한 부하로서 더러운 임무도 냉철하게 해내고, 이카리 신지나 소류·아스카·랑그레이로 부터 사령의 인형과 야유되는 일도 있지만, 그것은 “살아 있는 목적을 찾아낼 수 없는 사정의 갈증을 치료하기” 때문에 라고 말한다. 제3사도 사키엘과의 싸움으로 무너진 기와의 밑바닥이 되어 죽음의 중상을 입었지만, 인공진화연구소에서 사도의 일부를 이식되어 불과 일주일 만에 기적적인 회복을 이루고 임무로 복귀 한다. 미국에의 시찰 임무(실제로는 NERV 네바다 지부의 파괴와 에바 4호기의 강탈 임무)로부터 귀환 후, NERV 내에서 네바다 지부의 소멸에 관하여 첩보부의 관여를 의심하는 소문이 뜨겁게 퍼졌기 때문에, 열기를 식히기 위해 내근으로 이동, 본부 내에서의 시설 경비 및 방첩 임무를 맡는다. 카츠라기 미사토, 아카기 리츠코, 카지 료지와는 대학의 동기로 자주 행동을 함께 하고 있던 친구이지만, 그들이라 해도 감정을 들여다 보는 것 드물다. 미사토와 리츠코 같은 친구를 포함한 모든 직원, 칠드런에게 까지도 사무적이면서 정중한 태도로 접하고 말할 때는 경어를 사용하지만, 카지에 대해서만 반말로 막대하는 태도를 취한다. 덧붙여 작중에서는 첩보 일과를 통솔하고 있는 것 같은 묘사가 있지만, 1과장인가는 불명. 계급도 밝혀지지 않았다. 이름의 유래는 대일본 제국 해군 검사이형 잠수 모함 '검사이'에서.
켄자키 시나리오에서는 대학 중퇴 후에 NERV에 입소하고 있으며, 그 때 '쓰고 버리는 인형'이 될 수 있도록 이카리 사령과 '어떤 명령에 따라 어떤 임무라도 수행한다'는 서약서를 교환하였으며 호적도 말소되어 있다. 칠드런에 대한 협박 사건을 수사 중, 에바 격납고에서 아야나미 레이와 있는 곳을 누군가에게 저격당했을 때, 총탄이 자신들의 눈앞에서 보이지 않는 벽에 의해 튀는 현상에 조우한다. 당초는 레이가 뭔가 특수한 힘을 발휘한 것이 아닐까 의심하고 있었지만, 종종 그녀 이외의 인물과 있을 때에도 같은 현상이 일어난 것, 또 자신의 오른쪽 눈이 붉게 변색하기 시작한 것에 의해, 이전에 부상을 입고 의식이 없었던 사이에 무언가를 했다는 확신을 안고, 독자적으로 조사를 시작한다. 그리고 리츠코로부터 '실험으로서' 사도를 이식했다고 들었고, 자신이 이미 인간이라고는 부를 수 없는 존재가 되어 버리고 있다는 것을 알게 된다. 그러나 아이러니하면서 그런 몸이 되어 처음으로 '사람으로서 사는 의미'를 깊이 생각하게 된다. 이윽고 이카리 사령으로부터 쓸모를 다한 카지의 말살을 곧바로 명령받아, "다른 인간에게는 맡길 수 없다"라며 폐공장에서 그를 살해한다. 그 때 카지로부터 '사람으로서 사는 의미'에 대해 말을 나눈 것, 그리고 '카츠라기를 부탁한다'를 의뢰받은 것이, 그 후의 켄자키의 행동을 결정 붙였다. 인류 보완 계획을 철저히 추진하기 위해 서드 임팩트의 발생을 저지하려고 분주하지만, 제레의 의향을 받은 전략 자위대의 NERV 본부 침공에 의해 모든 것이 파탄해 버린다. 전쟁 속에서 부상당하고 쓰러져 있던 미사토를 보호하지만, 자신도 중상을 입어 버린다. 미사토를 4호기에 올려 탈출시켜 카지와의 약속을 완수한 뒤 몸은 인간이 아니게 되어 버렸지만 인생의 끝에 인간답게 살 수 있었다는 자부심을 품고, 숨이 끊어졌다. 학생시절 카지에게 받은 펜을 오랫동안 애용하고 있다. 덧붙여 이 루트에서는, 종반에서 사도의 유전자가 각성하고 이후, 나기사 카오루와 같이 자유자재로 AT필드를 전개하거나 에바를 원격 조작하거나 할 수 있었다.
카가 시나리오에서는 대학 졸업 후, 해외 거주(이유는 불명)를 거쳐 NERV에. 이 루트에서는 사도의 일부가 이식되었다는 설정이 무시되어 AT필드를 전개하거나 하지 않는 보통의 인간이다. 네바다에서의 특수 임무로부터 귀환 후, 부재중에 기술자가 에바 초호기를 강탈하려고 한 사건이 발생했다고 보고를 받는다. 카지로부터 '기술자가 안는 에바에 대한 공포'를 조사하라고 하고 조사를 진행하는 중, 제 13사도 제르엘과의 싸움에서 폭주하는 에바 초호기를 목격하고, 에바가 단순한 무기가 아니라는 확신을 얻는다. 그리고 독자적으로 에바의 정체를 탐구하는 조사를 시작해, 생체 개발 담당인 히토미로부터 강의를 받는 중에 그녀와의 교류가 늘어나지만, 단순히 맹목적으로 명령에 복종해 임무를 수행하고 있는 만큼 그럼에도 불구하고 그녀로부터 "NERV에 다하는 것이 인류의 미래로 이어진다는 신념을 가지고 일하고 있는 사람"이라고 평가받고 당황한다. 카지가 실행범이라고 생각된 후유츠키 코우조우 부사령의 납치사건 수사중 카지로부터의 호출을 받아 폐공장으로 향했지만 그는 누군가에게 총에 맞아 빈사 상태였다. 오랜 친구의 최후를 지키고 대신 '진실'을 끝까지 확인한다는 약속을 나눈다. 이윽고 새로운 공작원을 요구하는 킬 로렌츠로부터 권유를 받아, 제레가 목표로 하는 인류 보완 계획과 이카리 사령이 목표로 하는 인류 보완 계획의 전모를 알면, 과거의 카지와 같이 이중 스파이가 되어 양쪽의 계획을 저지하는 결의를 굳힌다. 히토미의 협력을 얻어 제레에게서 빼앗은 4호기를 이용한 NERV 본부에의 공격은 저지했지만, 제레의 의지를 받은 전략 자위대의 NERV 본부 침공에 의해 모든 것이 파탄해 버린다. 그러나 '아이들의 미래를 위해서'라는 신념을 관통하는 히토미에게 공감하고, 그녀를 지켜 전쟁에서 빠져나가 혼수 상태의 아스카를 병실에서 구출하고 에바 2호기에 올려 탈출시킨 뒤 '진실'를 보기 위해 히토미와 함께 발령소에 머물렀다. 덧붙여 필요한 조건을 충족시키지 않는 경우는 히토미와 아스카 구출로 향하는 도중에 전략 자위대원으로부터 총격되어 사망한다. 치명상을 입어 움직일 수 없게 되어 히토미에게 혼자 해야 할 일을 하도록 독촉하고, 그녀가 떠난 후 외로운 최후를 맞이하지만, 헤어질 때에 그녀로부터 "당신을 만날 수 있어서 좋았다"라고 말해진 것으로, 처음으로 그녀의 미소에 구원받은 자신을 깨달았다.
카가 히토미(加賀ヒトミ)
목소리 - 유키노 사츠키
특무기관 NERV 기술개발부 제 1과 소속. 24세. 어린 시절부터 물리학을 뜻했지만, 우연히 ‘이카리 유이의 리포트’를 보게되고 부터 대학에서 형이상 생물학을 공부했다. 물리학자인 아버지의 지인이기도 한 후유츠키에게 우수성을 인정받고 NERV에 들어가 리츠코의 측근으로서 E계획에 종사한다. 존경하는 아버지의 영향으로 높은 윤리로 아이들의 미래를 개척하기 위해 과학을 사용해야 한다는 믿음을 가진다. 후유츠키가 천재라고 인정할 정도로 우수한 두뇌를 가진 반면, 홍차 블렌드를 만들 때 녹차 찻잎으로 하거나, 남성 샤워실을 사용하는 등 실수가 많다. 희로애락이 큰 성격으로 자주 감정에 따른 행동을 하고 후회를 한다. 남성을 대하는게 서투르고, 여성으로서가 아니라 과학자로서 사는 것을 제일로 하고 있다. 덧붙여 홍차의 오리지날 블렌드 만들기에 집중하고 있지만, 그녀가 만드는 블렌드 티는 닫힌 실내에 있어도 복도에서도 맡을 수 있는 정도로 강렬하게 발향한다. 생년월일은 1991년 5월 25일. 이름의 유래는 대일본 제국 해군 항공 모함 「가가」로부터.
켄자키 시나리오에서는, 그 밖의 많은 사람들 중 한 명이며, 기밀 정보인 에바 4호기나 더미 플러그에 관한 파일에 액세스 할 수 있는 권한을 가지는 것으로, 공작원의 가능성이 있는 직원으로서 켄자키에 주시되고 있다. 제레의 의지를 받은 전략 자위대의 NERV 침공시에는 이카리 사령의 인류 보완 계획 실행을 저지하기 위해 리츠코와 함께 센트럴 도그마로 향한다.
게다가 자주 신작 블렌드 티의 시음을 켄자키에 부탁하고 있어, 그것을 소재로 리츠코 등에게 놀림당하고 있다.
호크
목소리 - 키리이 다이스케
특무기관 NERV 보안 첩보부에 소속된 쿄야의 부하. '호크'라는 것은 본명이 아니다. 스토리 전개에 따라서는 금을 위해 제레 의 스파이가 되어 쿄야의 앞에 뛰어들지만, 기본적으로는 충실하게 임무를 해내는 유능한 부하. '제레에 가담하면 써드 임팩트 가 일어나도 무사히 살아남을 수 있다'는 감언을 믿고 있다.
포터
목소리 - 이지마 하지메
특무기관 NERV 보안 첩보부 소속. 호크와 마찬가지로 쿄야의 부하에서 '포터'라는 이름도 본명이 아니다. 호크와 달리 쿄야를 배반하는 행동을 취하는 일은 없다. 또한 그는 임무를 깨끗이 해내는 우수한 인재.
스루가 하지메 (駿河ハジメ)
목소리 - 카토 마사야
특무기관 NERV 기술개발부 제1과 소속의 엔지니어. NERV 내의 대우에 불만을 가진 그룹의 지도자. 제레(정확하게는 그 공작원인 호크)와의 절충도 담당하고 있다. 카가 시나리오에서는 히토미를 제안하고 계획에 가담하고 있지만, 나중에 그녀는 같은 엔지니어로서 경의를 품고,  속이고 말려들게한 것에 죄책감을 안고 있다고 켄자키에 고백했다. 정보 제공과 교환하여 켄자키가 눈감아준다.
카토리 코지 (香取コウジ)
목소리 - 하세가와 호
오리지널 캐릭터. 특무기관 NERV 기술개발부 제 1과 소속의 엔지니어. NERV 내의 대우에 불만을 가진 그룹의 구성원. 더미 플러그 기동 코드를 속여 빼앗는 역할 등을 담당하고 있었지만 발각되고, 어느 루트에서도 입 막음으로 살해되어 버린다.
와카다케 미쓰루(若岳ミツル)
목소리 - 치바 스스무
특무기관 NERV 기술개발부 제 1과 소속의 엔지니어. NERV 내의 대우에 불만을 가진 그룹의 구성원. 칠드런에게 협박장을 보내는 역할 등을 담당하고 있었지만 발각되고, 어느 루트에서도 입 막음으로 살해되어 버린다. 이른바 눈치 없는 남자이며, 자주 함께 있는 카토리로 부터도 "너와 일 이외의 이야기를 하고 있으면 피곤하다"라고 듣고 있다.

### 원작 등장 캐릭터
카츠라기 미사토
목소리 - 미츠이시 코토노
NERV 전술 작전부 작전국 제1과 소속, 3사. 29세. 리츠코 · 카지 · 켄자키는 대학의 동기로 친구. 당시 카지와 교제하고 있었고, 또 리츠코는 가장 친한 친구였다.
켄자키 시나리오에서는 카지 사망 후 켄자키와 함께 에바와 인류 보완 계획의 진상을 찾았다. 제레의 의지를 받은 전략 자위대의 NERV 본부 침공으로 중상을 입고 신지를 에바 초호기에 내보낸 뒤 의식을 잃고 쓰러져 있는 것을 켄자키에 의해 보호되었다. 켄자키에 의해 에바 4호기에 실려 탈출, 그 후에는 불명.
카가 시나리오에서는, 켄자키를 포함한 학생 시절의 에피소드가 있는것 외에는 거의 원작대로. 제레의 의지를 받은 전략 자위대의 NERV 본부 침공 때에는 발령소에서 본부 방위의 지휘를 계속 했지만, 그 후는 불명하다. 7년 전, 해외에 가게 된 켄자키의 송별회가 이자카야에서 개최되었고, 만취해 술병을 들고 날뛰는 카지와 켄자키 머리에 술을 뿌린 적이 있지만, 전혀 기억에 없는 것 같다.
아카기 리츠코
목소리 - 야마구치 유리코
NERV 기술개발부 기술국 제 1과 소속. 30세. 미사토 · 카지 · 켄자키는 대학의 동기로 친구. 켄자키와 함께 미사토 · 카지의 커플이 신세를 지는 역할이었다.
켄자키 시나리오에서는, 켄자키에 사도를 이식한 장본인이며, 그로써 그로부터 질책을 받는다. 나중에 인생의 모든 것을 바친 이카리 사령에게 잘려 버려 모든 것을 잃지만, 제레의 의지를 받은 전략 자위대의 NERV 본부 침공 때에는 이카리 사령의 인류 보완 계획 실행을 저지하기 위해, 히토미와 함께 센트럴 도그마에 향한다.
카가 시나리오에서는 인생의 모든 것을 바친 이카리 사령에게 버려져 모든 것을 잃고, 독방으로 실의의 바닥에 가라앉고 있었다. 그러나 히토미에게 "당신이 한 일은 과학자로서는 용서할 수 없지만, 인간으로서는 당연한 것이라고 생각한다", "자신에게 만약 좋아하는 사람이 있으면, 반드시 당신과 같은 일을 했을 것"이라고 들어, 자신을 인정해주는 인간이 아직 세상에 있다는 것을 알고 재기한다. 그리고 전략 자위대에 의한 NERV 본부 침공 때에는, '마지막으로 인간으로서 올바른 일을 한다'로서 이카리 사령의 인류 보완 계획을 저지하기 위해, 단신으로 센트럴 도그마로 향한다. 카지와 켄자키의 관계를 '친해'라고 평가했다.
카지 료지
목소리 - 야마데라 히로이치
NERV 특수 감사부 소속, 1尉. 30세. 미사토 · 리츠코 · 켄자키는 대학의 동기로 친구. 당시 미사토와 교제하고 있어, 또 켄자키는 가장 친한 친구였다.
켄자키 시나리오에서는, 살아가는 목적을 잃은 켄자키에게 그 나아갈 지침을 전하고, 그가 사람으로서의 인생을 되찾는 계기를 주었다. 오랜 세월 자신이 요구하는 '진실' 때문에 삼중 스파이를 일하고 있었지만 마침내 말살 대상이 되어 사후를 부탁하고 켄자키에 의해 사살되었다. 학생 무렵에 싫어하는 켄자키에 장난스럽게 붙어 있는 것을 누군가가 찍은 사진을 본부 내 자신의 사무실에 장식하고 있다. 적혀 있던 메모는 "2006 친구와."
카가 시나리오에서는 켄자키에 에바와 인류 보완 계획에 숨겨진 진상이 있음을 시사했다. 다른 루트와 마찬가지로 말살 대상이 되어 호크에 의해 사살되었다. 이번에 때마침 달려온 켄자키와, 자신을 대신해 '진실'을 찾는다는 약속을 나눈다.

## 평가
4Gamer.net의 ginger는 PC판의 리뷰 중, 이야기의 베이스가 되는 부분이나 캐릭터나 용어의 해설이 없는 점에서, 완전하게 팬용의 게임이라고 말하는 한편, TV 시리즈에서는 불분명했던 「인류 보완 계획」의 진상이나 이카리 겐도우의 생각 등이 알기 쉬웠다고 평가하고 있는 것 외에, 주요 등장 인물에게는 텔레비전 시리즈의 캐스트가 분배되어 있는 점도 평가하고 있다. 한편, ginger는 어느 루트도 TV 시리즈 본편의 대략적인 흐름을 바꿀 수 없다는 점을 지적하고 있으며, 어디까지나 TV 시리즈 본편에서 말할 수 없었던 사건의 뒷면을 "보완"하기 위한 작품이라고 말한다.